# Jörn Göres
Jörn Göres (* 4. August 1931 Bangkattan auf Sumatra; † 11. Dezember 2004 in Stuttgart) war ein deutscher Germanist und Museumsdirektor. 

## Leben
Als Sohn eines österreichischen Tabakpflanzers auf Sumatra geboren, verbrachte er seine Kindheit in verschiedenen deutschen Orten. Sein Abitur legte er 1951 am Staatlichen Landschulheim Marquartstein ab. Er studierte anschließend in Bonn und Heidelberg und wurde 1957 promoviert.
Von 1958 bis 1992 arbeitete er am Goethe-Museum in Düsseldorf, davon ab 1966 als Direktor.
In der Zeit nach der deutschen Wiedervereinigung war er kurzzeitig Präsident der Goethe-Gesellschaft.

## Publikationen (Auswahl)
- Das Verhältnis von Historie und Poesie in der Erzählkunst L. Achim von Arnims. Dissertation Heidelberg 1957.
- Was ich dort gelebt, genossen. Goethes Badeaufenthalte 1785–1823. 1983
- Goethes Leben in Bilddokumenten. Augsburg 2000